# Ochsengasse 13

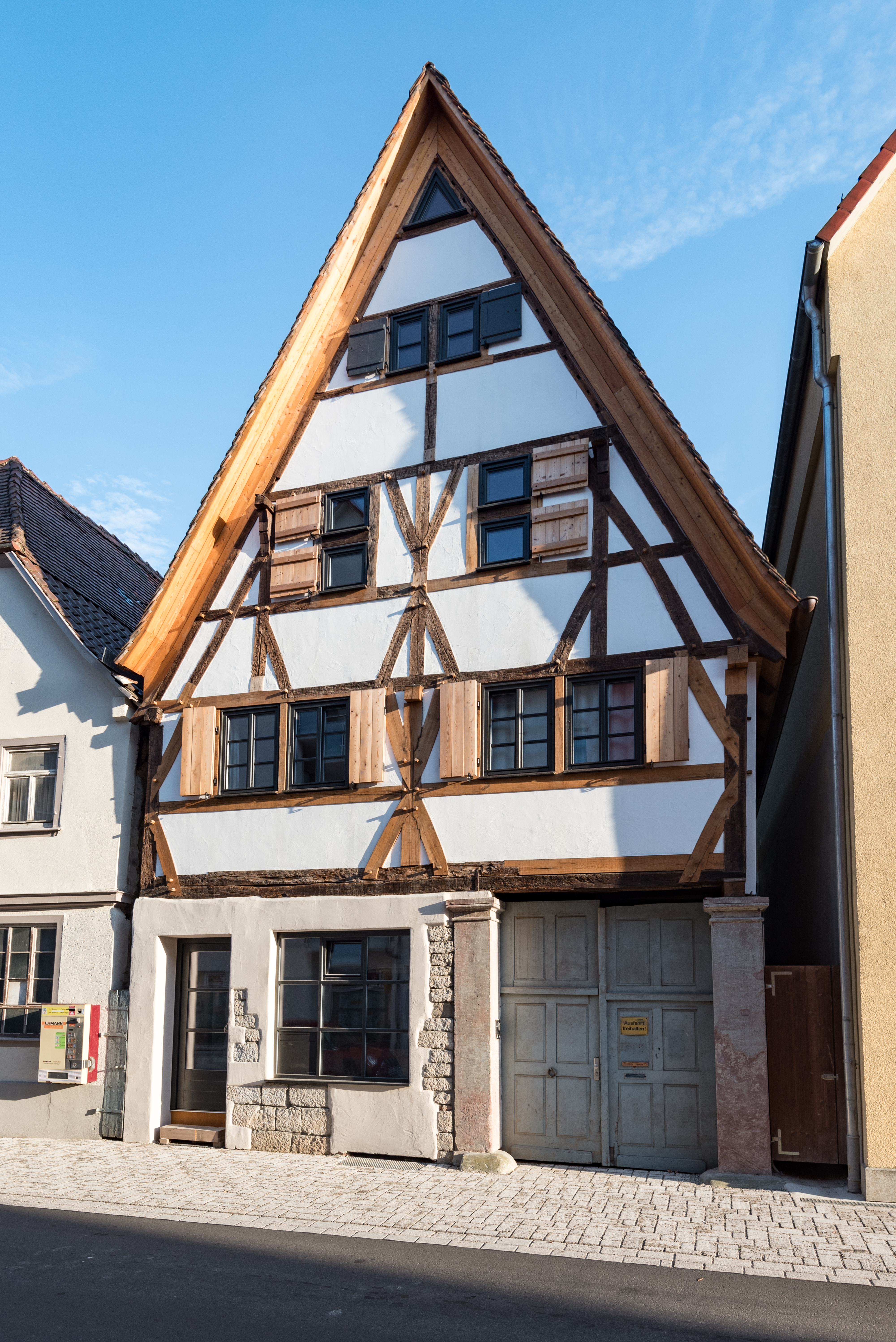
Ochsengasse 13 in Bad Mergentheim (2017)

Das Gebäude Ochsengasse 13 im baden-württembergischen Bad Mergentheim ist ein geschütztes Kulturdenkmal und eines der ältesten erhaltenen Wohnhäuser in der Stadt.
Das zweigeschossige giebelständige Fachwerkhaus wurde um 1460 nach einem großen Brand vermutlich als Lager- und Werkstattgebäude erbaut. Zwischen dem 16. und 18. Jahrhundert wurde das Obergeschoss zum Wohnteil mit Stube zur Straße und Spindeltreppe in das Dachgeschoss umgebaut. auch der Gewölbekeller wurde in dieser Zeit ausgehoben. Im frühen 19. Jahrhundert wurde das Fachwerk im Erdgeschoss gegen Mauerwerk ausgetauscht.
Für das Gebäude wurden in den Jahren 2007 und 2011 Abbruchanträge eingereicht, denen aufgrund des Denkmalwerts nicht stattgegeben wurde. Ab 2013 wurde das Gebäude nach einem Eigentümerwechsel denkmalgerecht saniert.
Das vormals verputzte Fachwerk-Obergeschoss wurde freigelegt und präsentiert sich heute wieder als Sichtfachwerk. Über dem Obergeschoss liegen noch zwei Dachgeschossebenen und ein Spitzboden unter einem Satteldach. Im westlichen Bereich des Erdgeschosses befindet sich eine Hofdurchfahrt. Am Dachgeschossgiebel sind Balkenköpfe auf Knaggen aufgelagert.
Im Jahr 2020 wurde das Gebäude mit dem Denkmalschutzpreis Baden-Württemberg ausgezeichnet.